# Filtro controlado por tensão
Um filtro controlado por tensão (Voltage Coltrolled Filter - VCF) é um filtro cujas características operacionais (principalmente a frequência de corte), podem ser controladas por meio de um controle da tensão aplicada aos terminais de entrada. Pode ser considerado um amplificador dependente da frequência . Embora popularmente conhecido por seu uso em sintetizadores musicais, em geral, eles têm outras aplicações militares e na eletrônica industrial.

Representação da frequência de corte de um filtro passa-baixa, mostrando a resposta Butterworth

Um VCF permite que a sua frequência de corte e o fator Q (ressonância na frequência de corte) sejam continuamente variados; as saídas de sinal pode incluir a resposta de um filtro passa-baixa, passa-alta, passa-faixa e rejeita faixa. O filtro pode oferecer uma curva variável que determina a taxa de atenuação de fora da banda passante, muitas vezes em 6dB/oitava, 12 dB/oitava (filtro de 2 polos) ou 24 dB/oitava (filtro de 4 polos). Isso também variado pelo Q.
Em sintetizadores modulares analógicos , filtros recebem o sinal de entrada a partir de fontes de sinal, incluindo osciladores e ruído, ou a saída de outros processadores. Variando-se a frequência de corte, o instrumento passa ou atenua parciais.
Em alguns estilos populares de música eletrônica, as "varreduras do filtro" tornaram-se um efeito comum. Estas varreduras são criadas através da variação da frequência de corte do VCF (às vezes muito lentamente). Controlando-se o ponto de corte por meio de uma tensão transitória de controle, tais como de um gerador de envelope, especialmente com definições de ataque relativamente rápidas, é possível simular respostas transientes de instrumentos acústicos ou de sons da natureza.
Historicamente, VCFs ter incluído realimentação variável que cria uma resposta de pico (Q) na frequência de corte. Este pico pode ser bastante proeminente, e quando a frequência do filtro é varrida por um controle, harmônicos presentes no sinal de entrada ficam em ressonância. Alguns filtros são projetados para fornecer um feedback suficiente para entrar em oscilação, e pode servir como uma onda senoidal de origem.
A empresa ARP Instrumentos desenvolveu um módulo de filtro controlado por tensão multifuncional capaz de operação estável em um Q maior que 100; poderia ser de choque animado para tocar como um vibrafone bar. Q foi de tensão controlável, em parte, por um painel de controle montado. Seu circuito interno foi um clássico de computador analógico variável de estado "loop", o que proporcionou saídas em quadratura.
O VCF é um exemplo de um filtro ativo não-linear. No entanto, se a sua tensão de controle for mantida constante, ele se comportará como um filtro linear.